# 居昌郡

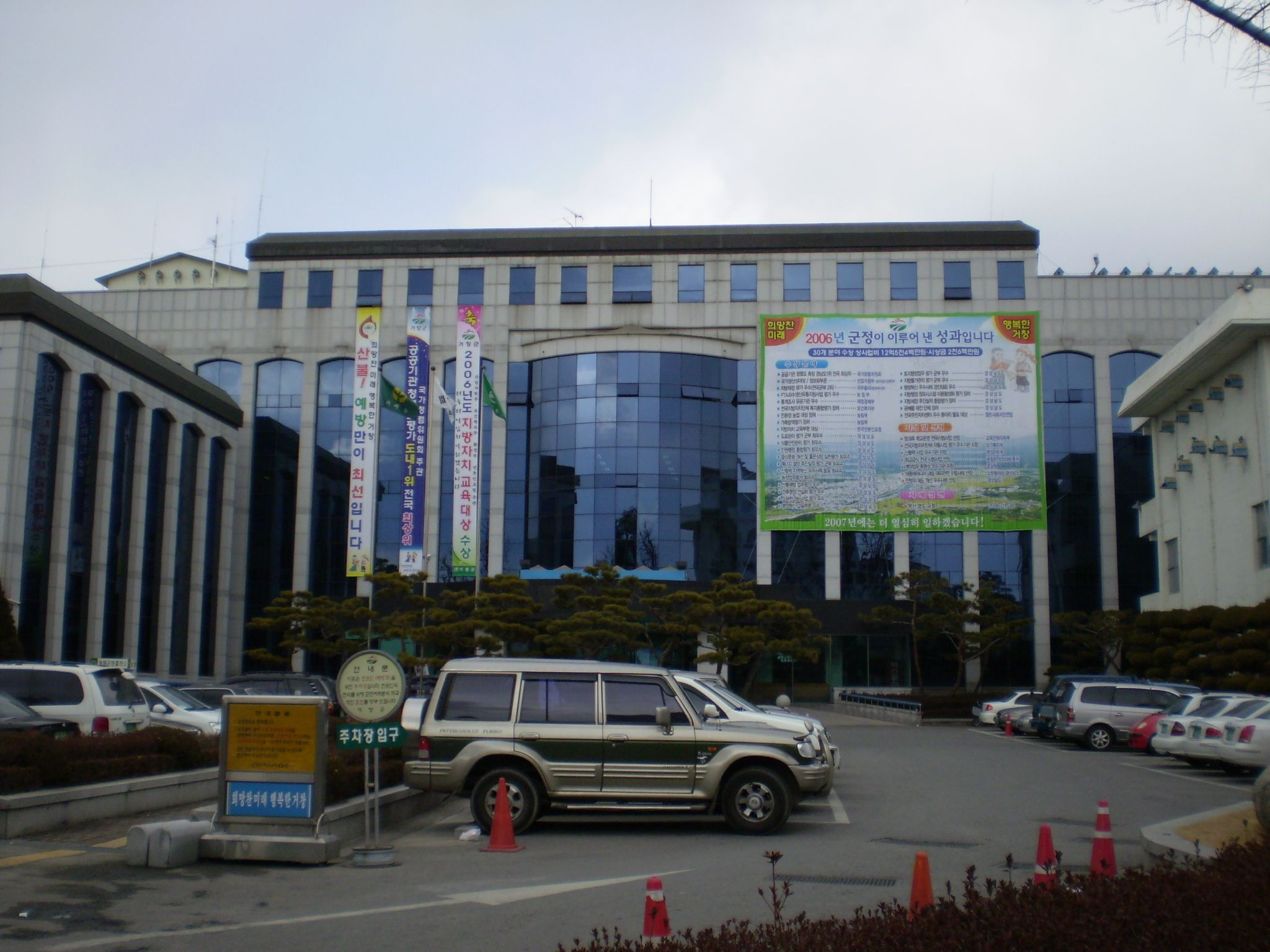
居昌郡庁

居昌郡（コチャンぐん、きょしょうぐん）は、大韓民国慶尚南道の北西部にある郡である。 智異山、徳裕山、伽倻山の3つの国立公園に囲まれ、自然景観に優れている。1989年に開始された居昌国際演劇祭は、韓国内最高の演劇祭の一つとして評価されている。郡庁所在地は居昌邑。

## 地理
慶尚南道の北西端に位置し、慶尚北道、全北特別自治道と接する。

### 隣接する自治体
- 陜川郡（ハプチョン郡）
- 山清郡（サンチョン郡）
- 咸陽郡（ハミャン郡）

慶尚北道
- 金泉市（キムチョン市）
- 星州郡（ソンジュ郡）

全北特別自治道
- 長水郡（チャンス郡）
- 茂朱郡（ムジュ郡）

## 歴史
- 1914年4月1日 - 郡面併合により、安義郡の一部（北上面・古県面・北下面・東里面・南里面）・三嘉郡の一部（神旨面・栗院面）が居昌郡に編入。それにより、神旨面と栗院面が神院面に、東里面と南里面が馬利面に、古県面と北下面が渭川面にそれぞれ統合。居昌郡に以下の面が成立。（14面）
  - 邑内面・邑外面・主尚面・熊陽面・南上面・南下面・加西面・加東面・加北面・高梯面・馬利面・渭川面・北上面・神院面
- 1928年4月1日 - 加東面・加西面が合併し、加祚面が発足。[3]（13面）
- 1937年
  - 1月15日（13面）
    - 邑外面が月川面に改称。
    - 邑内面が居昌面に改称。

  - 7月1日 - 居昌面が居昌邑に昇格。[4]（1邑12面）
- 1951年2月9日 - 居昌事件
- 1957年10月29日 - 月川面が居昌邑に編入。[5]（1邑11面）
- 1973年7月1日 - 咸陽郡安義面の一部（真木里・春田里）が南上面に編入。（1邑11面）

## 気候
- 最高気温極値37.8℃（1994年7月19日）
- 最低気温極値-18.9℃（1994年1月24日）

| 居昌郡の気候                                                | 居昌郡の気候 | 居昌郡の気候 | 居昌郡の気候 | 居昌郡の気候 | 居昌郡の気候 | 居昌郡の気候  | 居昌郡の気候   | 居昌郡の気候   | 居昌郡の気候  | 居昌郡の気候 | 居昌郡の気候 | 居昌郡の気候 | 居昌郡の気候     |
| 月                                                          | 1月          | 2月          | 3月          | 4月          | 5月          | 6月           | 7月            | 8月            | 9月           | 10月         | 11月         | 12月         | 年               |
| ----------------------------------------------------------- | ------------ | ------------ | ------------ | ------------ | ------------ | ------------- | -------------- | -------------- | ------------- | ------------ | ------------ | ------------ | ---------------- |
| 最高気温記録 °C （°F）                                      | 15.5 (59.9)  | 22.9 (73.2)  | 26.3 (79.3)  | 30.8 (87.4)  | 34.6 (94.3)  | 35.5 (95.9)   | 37.8 (100)     | 37.1 (98.8)    | 34.5 (94.1)   | 30.1 (86.2)  | 26.7 (80.1)  | 19.7 (67.5)  | 37.8 (100)       |
| 平均最高気温 °C （°F）                                      | 5.4 (41.7)   | 8.1 (46.6)   | 13.3 (55.9)  | 19.5 (67.1)  | 24.5 (76.1)  | 27.4 (81.3)   | 29.5 (85.1)    | 29.9 (85.8)    | 25.9 (78.6)   | 21.0 (69.8)  | 14.3 (57.7)  | 7.5 (45.5)   | 18.9 (66)        |
| 日平均気温 °C （°F）                                        | −1.3 (29.7)  | 0.9 (33.6)   | 5.9 (42.6)   | 11.9 (53.4)  | 17.1 (62.8)  | 21.2 (70.2)   | 24.3 (75.7)    | 24.4 (75.9)    | 19.4 (66.9)   | 12.8 (55)    | 6.5 (43.7)   | 0.5 (32.9)   | 12.0 (53.6)      |
| 平均最低気温 °C （°F）                                      | −7.3 (18.9)  | −5.5 (22.1)  | −1.0 (30.2)  | 4.4 (39.9)   | 9.8 (49.6)   | 15.7 (60.3)   | 20.3 (68.5)    | 20.4 (68.7)    | 14.5 (58.1)   | 6.4 (43.5)   | 0.1 (32.2)   | −5.4 (22.3)  | 6.0 (42.8)       |
| 最低気温記録 °C （°F）                                      | −18.9 (−2)   | −16.8 (1.8)  | −12.1 (10.2) | −5.7 (21.7)  | −0.3 (31.5)  | 4.8 (40.6)    | 10.5 (50.9)    | 8.7 (47.7)     | 2.7 (36.9)    | −5.1 (22.8)  | −11.0 (12.2) | −15.8 (3.6)  | −18.9 (−2)       |
| 降水量 mm （inch）                                          | 23.7 (0.933) | 34.1 (1.343) | 55.4 (2.181) | 84.8 (3.339) | 88.7 (3.492) | 149.4 (5.882) | 286.2 (11.268) | 285.3 (11.232) | 166.2 (6.543) | 60.8 (2.394) | 37.8 (1.488) | 22.3 (0.878) | 1,294.7 (50.972) |
| 平均降水日数 （≥0.1 mm）                                    | 5.4          | 5.3          | 7.5          | 8.4          | 8.6          | 9.7           | 14.7           | 14.3           | 8.9           | 5.4          | 6.1          | 5.4          | 99.7             |
| % 湿度                                                      | 62.3         | 59.1         | 58.5         | 58.8         | 64.3         | 71.7          | 79.7           | 80.3           | 78.2          | 73.4         | 69.0         | 64.8         | 68.3             |
| 平均月間日照時間                                            | 190.6        | 192.3        | 214.0        | 225.5        | 241.7        | 190.5         | 164.9          | 168.4          | 161.1         | 187.5        | 171.3        | 180.8        | 2,288.6          |
| 出典：韓国気象庁 (平均値：1991年-2020年、極値：1972年-現在) |              |              |              |              |              |               |                |                |               |              |              |              |                  |

## 行政

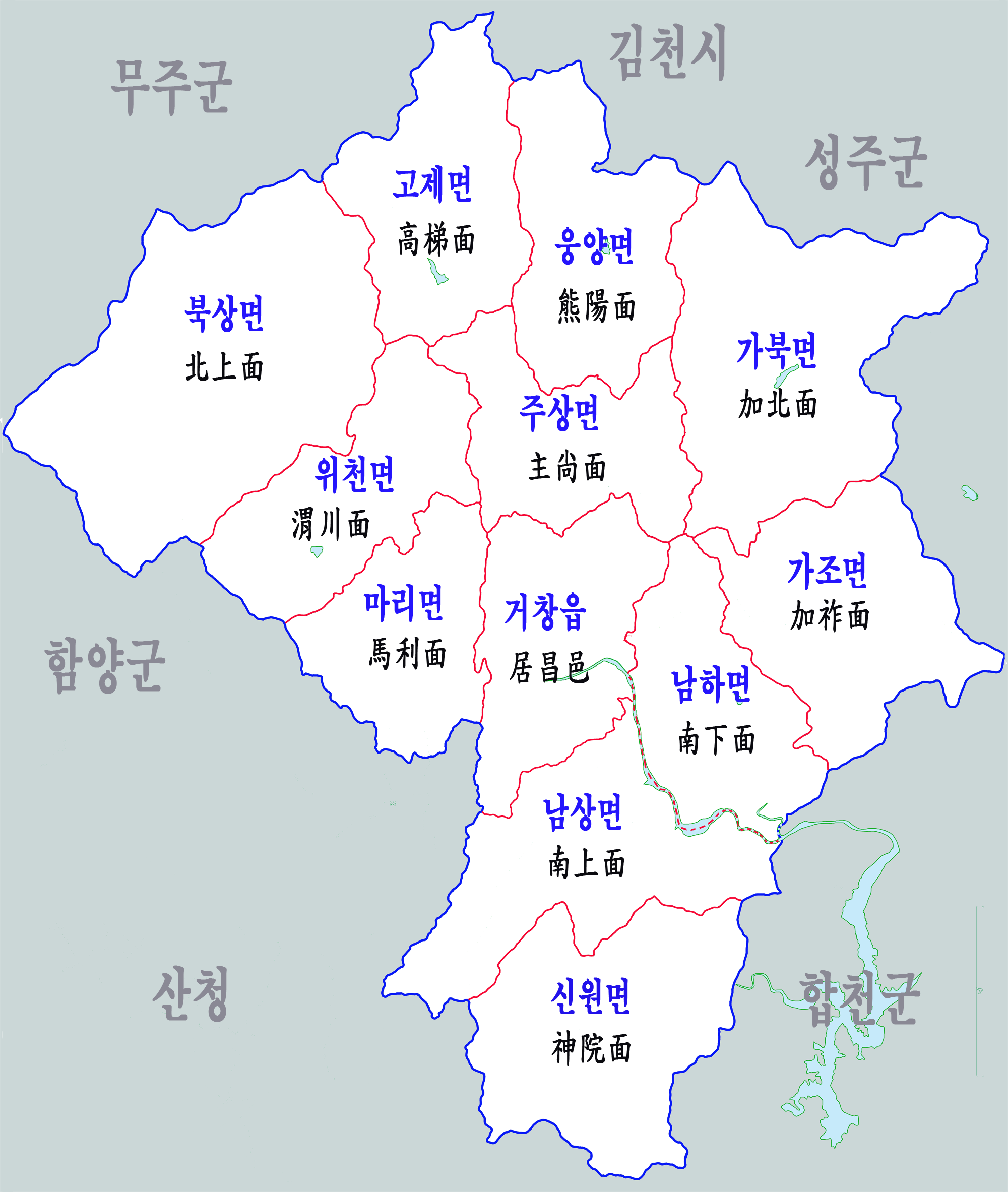
行政区域図

### 行政区画
| 邑・面 | 法定里                                                                                               |
| ------ | --- |
| 居昌邑 | 中央里、大坪里、東辺里、加旨里、西辺里、陽坪里、松亭里、鶴里、正荘里、章八里、上林里、金川里、大東里 |
| 主尚面 | 渠基里、内吾里、南山里、道坪里、連橋里、玩坮里、聖基里                                               |
| 熊陽面 | 汗基里、君岩里、山圃里、老玄里、東湖里、新村里、竹林里                                               |
| 南上面 | 五渓里、屯洞里、茂村里、春田里、壬仏里、松辺里、大山里、月坪里、剪尺里、真木里                       |
| 南下面 | 芝山里、大也里、屯馬里、梁項里、武陵里                                                               |
| 加祚面 | 基里、場基里、一釜里、石岡里、士屏里、水月里、馬上里、道里、大楚里、東礼里                           |
| 加北面 | 夢石里、朴岩里、龍山里、龍岩里、中村里、海坪里、牛恵里                                               |
| 高梯面 | 鳳山里、弓項里、開明里、鳳渓里、農山里                                                               |
| 馬利面 | 下高里、月渓里、末屹里、迎勝里、皐鶴里、大東里、栗里                                                 |
| 渭川面 | 姜川里、上川里、茅東里、棠山里、南山里、場基里、黄山里                                               |
| 北上面 | 昌善里、蘇井里、月星里、農山里、葛渓里、並谷里、山水里                                               |
| 神院面 | 清水里、陽地里、徳山里、水院里、苽亭里、九士里、大峴里、臥龍里、中楡里                               |

### 警察
- 居昌警察署

### 消防
- 居昌消防署

## 経済

### 農業
特産物
- 林檎
- 葡萄
- 苺
- 五味子
- きのこ
- 艾牛（野生のヨモギを含む飼料により育てられた牛）
- 艾豚（野生のヨモギを含む飼料により育てられた豚）

### 商業
中心部
- 中央路

ブランドショップ、映画館などの商業施設がある。居昌常設市場に接続している。
- 娥林路

飲食店、居酒屋などの商業施設がある。「公共デザイン改善モデル事業」の一環として、リンゴなどの特産物をテーマにした街づくりが進められている。
市場
- 居昌市場

3箇所の区画において常設市場と5つの在来市場で構成される。常設市場は居昌郡内で唯一。市場日は1，6日（数字の1か6が付く日（11日、26日など））。365以上の店舗があり、雨天時にも買い物ができるようアーケードが設置されている。1981年に社団法人市場繁栄会として民営化された。従来、周辺地域の商業の中心の役割をしてきたが、建物の老朽化や客の利便性の不足、中小の割引店の開店により商圏が縮小している。 トイレのリフォーム、駐車場の設置などの環境改善事業のほか、「居昌市場愛商品券」の発行、各種行事などを通じて、市場の活性化に努めている。
割引マート
ホームプラス 、 Eマートなどの大型スーパーがない居昌郡では、中型の割引マートが比較的多い。
インターネット通販
居昌地域情報センターが、サイバーショッピングモール（Cyber Shopping Mall）・居昌サイバー農場（GCFarm）を運営し、慶尚南道の推奨商品（QC）と居昌地域内で生産される特産物や工業製品をネット販売している。

### 工業
居昌一般産業団地
| 団地名           | 所在地                | 造成面積 (m²) | 開発期間        |
| ---------------- | --------------------- | ------------- | --------------- |
| 居昌一般産業団地 | 南上面大山里282-1番地 | 745,433       | 2007.07~2012.12 |

居昌エレベーター産業バレー
企業、大学、研究機関、政府、自治体、政府傘下機関が共同で人的、物的資源を居昌郡に集積させ、エレベーター産業を振興して、国の経済開発と地域経済の活性化に寄与することを目的として実施された事業。
- 主な事業

1. 居昌エレベーター専門産業団地の造成
2. 居昌エレベーターセンターの建立（R＆D）
3. 韓国昇降機大学校の設立・運営
4. エレベーターに関する専門学校の建設
5. エレベーター業界のマーケティング支援や国際イベントの誘致
6. 社団法人エレベーターバレー企業協議会への企業の参加

農工団地
| 団地名                     | 所在地               | 造成面積 (m²) | 事業所入居件数 (件)     | 推奨業種       |
| -------------------------- | -------------------- | ------------- | ----------------------- | -------------- |
| 正荘農工団地               | 居昌邑正荘里100番地  | 52,139        | 10                      | 金属、繊維等   |
| 棠山農工団地               | 渭川面棠山里207番地  | 102,870       | 10                      | 食品等         |
| 南山農工団地               | 渭川面南山里105番地  | 154,461       | 18                      | 石材加工       |
| 石岡農工団地               | 加祚面石岡里1397番地 | 152,245       | 10                      | 食品、鉄鋼     |
| ソウル牛乳居昌工場農工団地 | 居昌邑正荘里500番地  | 92,612        | 1（ソウル牛乳居昌工場） | 食品（乳製品） |

## 教育

### 2･3年制大学
- 慶南道立居昌大学
- 韓国昇降機大学校

### 高等学校
- 居昌高等学校（私立）
- 大成一高等学校（私立）
- 居昌大城高等学校（私立）
- 居昌中央高等学校（私立）
- 居昌女子高等学校（公立）
- 娥林高等学校（公立）
- 加祚翊天高等学校（公立）

## 交通

### 高速道路
- 光州-大邱高速道路
  - 居昌インターチェンジ - 加祚インターチェンジ - 居昌サービスエリア

### 国道
- 国道3号
- 国道24号線 (韓国)
- 国道26号線 (韓国)
- 国道37号線 (韓国)（朝鮮語版）
- 国道59号線 (韓国)（朝鮮語版）

## 名所
- 徳裕山国立公園

## 文化

### 行事
- 居昌国際演劇祭 （KIFT：Keochang International Festival of Theatre）
- 娥林芸術祭
- 平和人権芸術祭